# Großsteingrab Bregnerød
Das Großsteingrab Bregnerød war eine megalithische Grabanlage der jungsteinzeitlichen Nordgruppe der Trichterbecherkultur im Kirchspiel Søborg in der dänischen Kommune Gribskov. Das Grab wurde 1884 archäologisch untersucht und später zerstört.

## Lage
Das Grab lag östlich von Bregnerød und westlich des Bregnerødvej auf einem Feld.

## Forschungsgeschichte
Vilhelm Boye vom Dänischen Nationalmuseum führte 1884 eine Dokumentation und Ausgrabung der Fundstelle durch. Magnus Petersen fertigte Zeichnungen des Grabes an. Die Anlage war zu dieser Zeit nur noch teilweise erhalten und wurde später vollständig abgetragen.

## Beschreibung

### Architektur
Die Anlage besaß eine runde Hügelschüttung mit einem Durchmesser von etwa 10 m. Von der Umfassung waren 1884 noch mehrere Steine erhalten.
Der Hügel enthielt zwei Grabkammern, von denen die erste in der Mitte lag. Sie ist als Polygonaldolmen anzusprechen. Die Kammer war nord-südlich orientiert und besaß einen ovalen Grundriss. Sie hatte eine Länge von 1,8 m, eine Breite von 1,2 m in der Mitte und eine Höhe von 1,5 m. Die Kammer bestand aus zwei Wandsteinpaaren an den Langseiten, einem Abschlussstein an der nördlichen Schmalseite, einem 0,8 m hohen Eingangsstein an der südlichen Schmalseite und einem einzelnen Deckstein. Seine Oberseite wies 67 Schälchen auf. Zwischen den Wandsteinen und dem Deckstein waren Überliegersteine eingebaut worden. Die Zwischenräume der Steine waren mit Trockenmauerwerk aus kleinen Rollsteinen und Steinplatten verfüllt worden. Der Kammerboden wies ein steinernes Pflaster auf, das mit einer Schicht aus ungebranntem Feuerstein-Grus bedeckt war. Die Kammer war bis etwa 15 cm unterhalb des Decksteins mit lockerer Erde verfüllt. Direkt an die Südseite der Kammer schloss sich die gangartig nach innen gezogene Umfassung des Hügels an. Dieser Zugangsbereich war nord-südlich orientiert und hatte eine Länge von 3,3 m und eine Breite von 0,5 m. Er bestand ursprünglich aus vier Steinpaaren; 1884 waren davon nur noch vier Steine erhalten.
Im Westteil des Hügels befand sich eine zweite Kammer, die schon vor Boyes Untersuchung weitgehend zerstört worden war. Sie bestand ursprünglich aus fünf oder sechs Wandsteinen und einem Deckstein. 1884 war nur noch ein Wandstein erhalten. Die Maße, die Orientierung und der genaue Typ dieser Kammer ließen sich nicht mehr sicher bestimmen.

### Funde
Boye fand in der Verfüllung der Kammer menschliche Skelettreste. An Beigaben fand er einen Feuerstein-Dolch, ein Bruchstück eines Feuerstein-Meißels, ein Feuerstein-Messer, ein geschliffenes, dünnblattiges, dicknackiges Beil aus Feuerstein sowie einige Bernstein-Perlen. Die Perlen sind nicht erhalten, alle anderen Gegenstände befinden sich heute im Dänischen Nationalmuseum.
Auch in der westlichen Grabkammer sollen Bernstein-Perlen gefunden worden sein. Weiterhin sollen in der Hügelschüttung nicht näher definierte Bronze-Gegenstände entdeckt worden sein.